# امیر سلاح
امیر سلاح عنوانی است برای یکی از افراد با نفوذ سازمان اداری و سیاسی دولت مملوکان مصر. وظیفهٔ رسمی او نگهداری سلاح و حمل ابزار جنگی مخصوص سلطان برای حضور رسمی در جشن‌ها مثل جشن عید قربان یا میدان نبرد. پس او را سلاحدار و این منصب را سلاحداریه می‌گفتند. این واژه همانند بسیاری از واژگان اداری دیوانی دیگر از زبان فارسی به سرزمین‌های غرب اسلام نیز نفوذ کرده‌است. سلاح‌خانه موسسه‌ای بود که وسایل جنگی در آن قرار داشت و افراد مشغول به کار در آن را سلاحدار می‌گفتند و فرماندهی این افراد را به عهدهٔ امیر سلاح بود که خود یکی از امیران قدرتمند کشور محسوب می‌شد. خود امیر سلاح نیز از بین آنها انتخاب می‌شد و به مرور مراتب را طی می‌کرد و به این منصب می‌رسید. محل استقرار او در قصر سلطان بود. گرچه این منصب بعدها دچار تغییراتی شد اما با این همه، وی جز امیران مهم کشورو شخصی نزدیک به پادشاه بود.